# Dominik Rozkrut
Dominik Antoni Rozkrut (ur. 1973 w Szczecinie) – polski ekonomista, specjalista w zakresie ekonometrii i statystyki, nauczyciel akademicki Uniwersytetu Szczecińskiego, w latach 2016–2024 prezes Głównego Urzędu Statystycznego.

## Życiorys
Absolwent studiów na Wydziale Ekonomicznym Uniwersytetu Szczecińskiego. Od 1 marca 1997 pracuje tamże, prowadząc zajęcia ze statystyki, ekonometrii, metod ilościowych w ekonomii, statystyki opisowej, statystyki ekonomicznej, wnioskowania statystycznego, prognozowania i symulacji, statystyki publicznej.
W 2003 na Wydziale Nauk Ekonomicznych i Zarządzania US uzyskał stopień naukowy doktora nauk ekonomicznych w zakresie ekonomii specjalność ekonomia na podstawie rozprawy doktorskiej pt. Statystyczna analiza prawidłowości w zakresie okresowości zjawisk ekonomicznych. Został adiunktem na tym Wydziale.
Od 2007 kierował Urzędem Statystycznym w Szczecinie. 7 czerwca 2016 premier Beata Szydło powołała go na stanowisko prezesa Głównego Urzędu Statystycznego. Urzędowanie zakończył z końcem 2024.